# Квебек
Квебе́к (фр. Québec МФА (фр.): [ke.bɛk], англ. Quebec МФА: [kwəˈbɛk] или [kəˈbɛk]) — 1-я по площади (1 667 441 км², если не учитывать территорию Нунавут) и 2-я по населению (8,5 млн чел.) провинция Канады. Административный центр — город Квебек, крупнейший город — Монреаль.
Квебек расположен на востоке страны, между провинцией Онтарио и атлантическими провинциями, на юге граничит с США. Река Святого Лаврентия, главная водная артерия провинции, вытекает из Великих озёр и впадает в Атлантический океан.
Официальный язык — французский, который является родным для более чем 80 % населения.
История Квебека началась с экспедиции Жака Картье, которого называют отцом Новой Франции. В 1763 году, по итогам Семилетней войны, Квебек перешёл под контроль Великобритании, впоследствии став частью Канадской конфедерации. Католическая церковь играла значительную роль в духовной и социальной жизни общества вплоть до 1960-х годов, ознаменовавшихся Тихой революцией, в результате которой была проведена секуляризация квебекского общества и произошли перемены в экономической, социальной и политической жизни провинции.
Политический статус Квебека определён в конституции Канады. Провинция обладает полномочиями принимать законы во многих областях, в том числе имущественном и гражданском праве, отправлении правосудия, в сфере здравоохранения и образования. Периодически в Квебеке вспыхивают дебаты о статусе провинции. Сепаратисты настаивают на отделении Квебека, в то время как сторонники федерализма настаивают на сохранении статус-кво. Различные проекты конституционных реформ или независимости, в том числе референдумы 1980 и 1995 годов, не привели к отделению от Канады, но позволили провинции добиться значительной автономии в решении как внутренних, так и некоторых внешних (иммиграция) вопросов.
В отличие от остальной Канады, правовая система Квебека имеет смешанное происхождение. Частное право восходит к гражданскому романо-германскому праву, а публичное право — к англосаксонскому праву. Аэрокосмическая отрасль, биотехнологии, фармацевтическая промышленность, металлургия, информационные технологии и индустрия культуры являются одними из ключевых секторов экономики Квебека. Наличие природных ресурсов, в том числе древесины и гидроэнергии, также являются важным фактором создания материальных благ.

## Произношение и происхождение названия
Англоговорящее население Канады произносит название этой провинции как [kəˈbɛk] или [kwɨˈbɛk], тогда как франкоговорящие жители говорят [keˈbɛk].
Название «Квебек» происходит из языка алгонкинов, это слово использовалось кри и микмаками. Оно обозначало «место, где река сужается» и служило обозначением места возле современного города Квебек, где относительно узкое русло реки Святого Лаврентия переходит в резко расширяющееся устье. В 1632 году Самюэль де Шамплен так описывал это место: «Залив в реке, как и описывали индейцы».

## География

Физическая карта провинции Квебек

Квебек, самая большая провинция Канады, представляет собой обширную территорию, по большей части очень мало заселённую. Более 90 % поверхности Квебека является частью Канадского щита. В эпоху французской колонизации и Новой Франции территория Квебека представляла собой полоску земли шириной в несколько десятков километров по обе стороны от реки Святого Лаврентия, где первые колонисты расчищали и обрабатывали участки земли.

### Границы
Квебек делит сухопутную границу с четырьмя штатами на северо-востоке США (штат Мэн, Нью-Гэмпшир, Нью-Йорк и Вермонт) и тремя канадскими провинциями (Нью-Брансуик, Онтарио и Ньюфаундленд и Лабрадор). Существует пограничный спор из-за принадлежности Лабрадора (границы Лабрадора официально не признаются в Квебеке). По морю Квебек граничит и с территорией Нунавут, Островом Принца Эдуарда и Новой Шотландией.
В 1912 году район залива Унгава Северо-западных территорий был включён в состав Квебека канадским парламентом. Этот обширный северный регион включает сегодня Нунавик на север от 55-й параллели и регион залива Джеймса с его гидроэлектрическим потенциалом, который сделал возможной постройку гидроэлектрического комплекса La Grande.

### Гидрография
Квебек обладает одним из крупнейших запасов пресной воды в мире, ресурсы которой занимают 12 % его площади. Квебек располагает 3 % всех мировых возобновляемых запасов пресной воды при том, что его население составляет всего 0,1 % от общемирового. В Квебеке более полумиллиона озёр, в том числе 30 с площадью более 250 квадратных километров и 4500 рек впадающих в Атлантический океан, в залив Св. Лаврентия, а также Северный Ледовитый океан, залив Джеймс, Гудзонов залив и залив Унгава.
Река Св. Лаврентия и её устья составляет основу развития Квебека на протяжении веков. Река Святого Лаврентия — одна из самых крупных в Северной Америке. Она вытекает из озера Онтарио и заканчивается обширным эстуарием, переходящим в залив Святого Лаврентия и Атлантический океан. Это один из самых больших судоходных путей в мире (длина 1200 км) и основная речная ось североамериканского континента. Долина Святого Лаврентия — это плодородный регион, где доминирует мясо-молочное животноводство, выращивание зерновых и овощных культур, а также культура сахарного клёна.
Крупнейшим внутренним водоёмом является водохранилище Каниаписко, созданное в рамках проекта для производства гидроэлектроэнергии в заливе Джеймс. Озеро Мистассини является самым крупным природным озером в Квебеке.

### Топография
Квебек состоит из весьма разнообразных ландшафтов. Он подразделяется на три больших геологических региона.
- Лаврентийская возвышенность занимает около 95 % территории Квебека и является частью Канадского щита. Лаврентийская возвышенность сложена породами архейского и протерозойского возраста. Её южную границу составляют Лаврентиды — горная цепь, состоящая из невысоких, округлых холмов, лесов и многочисленных озёр.
- Долина реки Святого Лаврентия — низменность, образованная берегами одноимённой реки. На юге возвышаются Аппалачи — горная цепь с округлыми лесистыми вершинами, перемежающаяся возделываемыми равнинами. Южный склон Аппалачей граничит с США.
- Арктические низменности окружают Гудзонов залив. Крайний север Квебека ограничен субарктическим регионом Нунавик — территорией эскимосов.

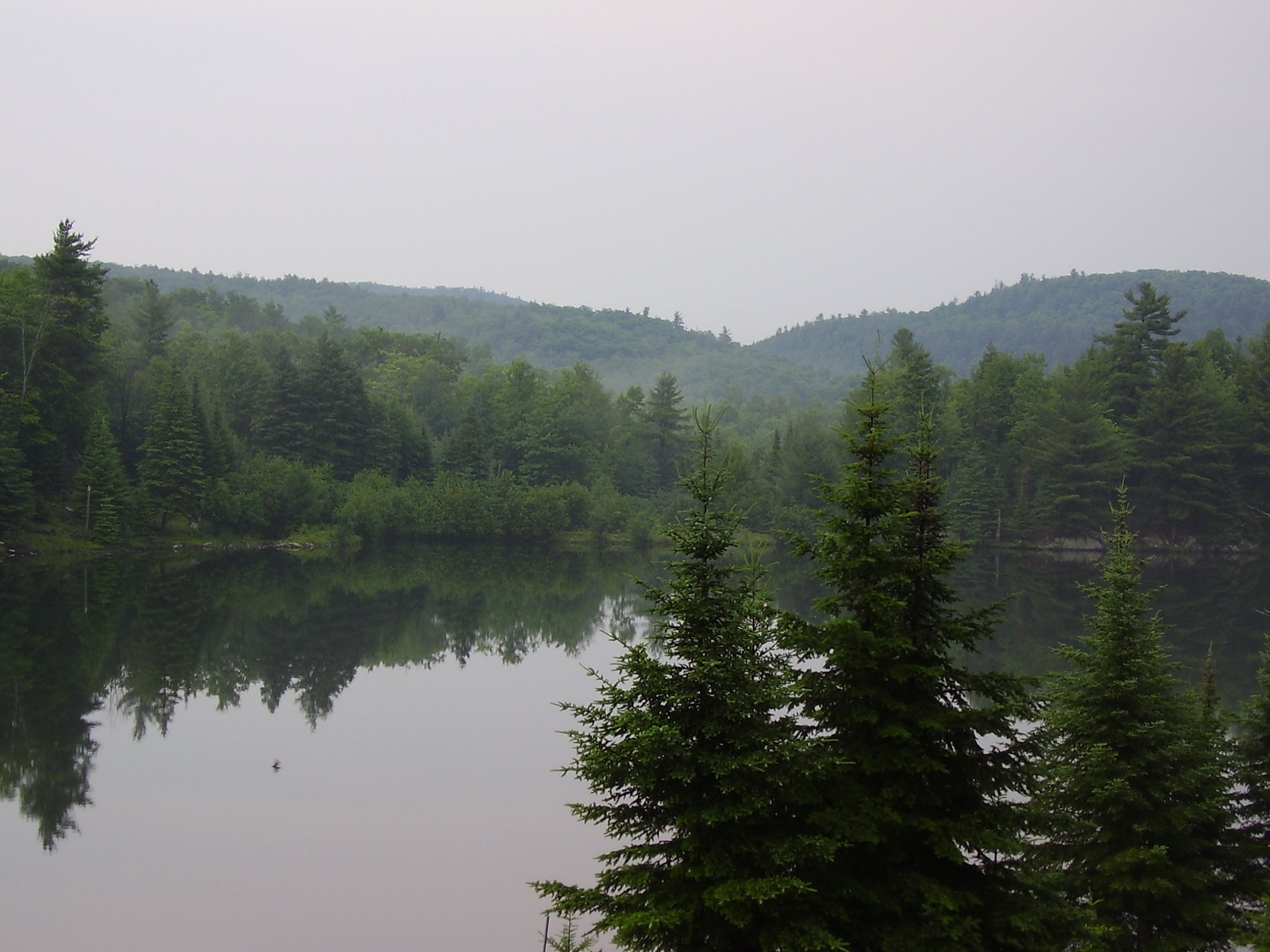
Парк Омега возле Монтебелло

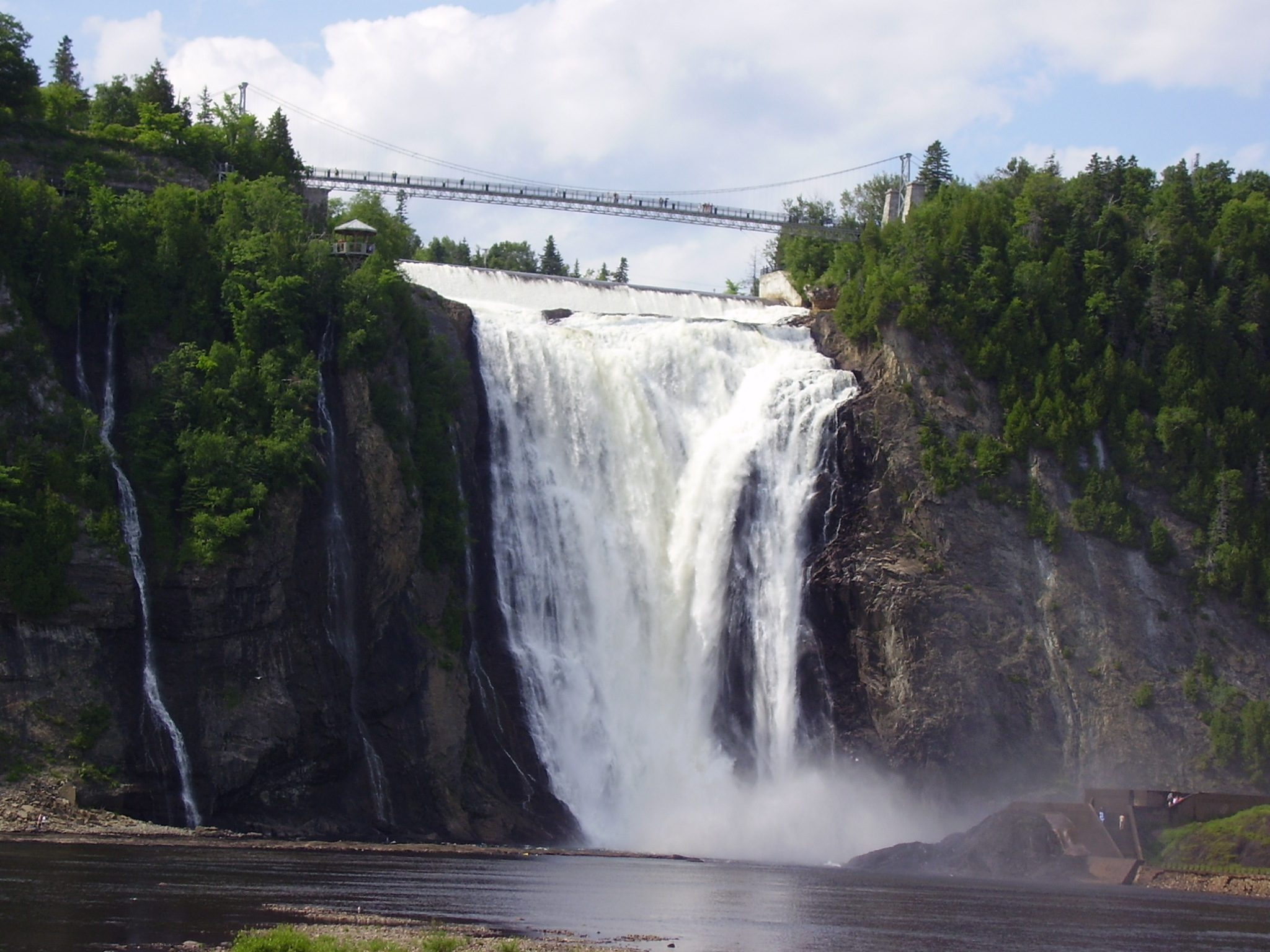
Водопад Монморанси в городе Квебек

Территория Квебека необычайно богата природными ресурсами с её хвойными и лиственными лесами и многочисленными озёрами и реками. Деревообрабатывающая, бумажная промышленность и гидроэнергетика являются самыми важными отраслями в провинции. Самым густонаселённым регионом является юг долины реки Святого Лаврентия, где расположены столица Квебек и самый большой город Монреаль. На север от Монреаля находятся Лаврентиды, самая старая горная цепь в мире, а на восток Аппалачи, которые тянутся до восточных кантонов Квебека. Полуостров Гаспе выходит в залив Святого Лаврентия.

### Климат

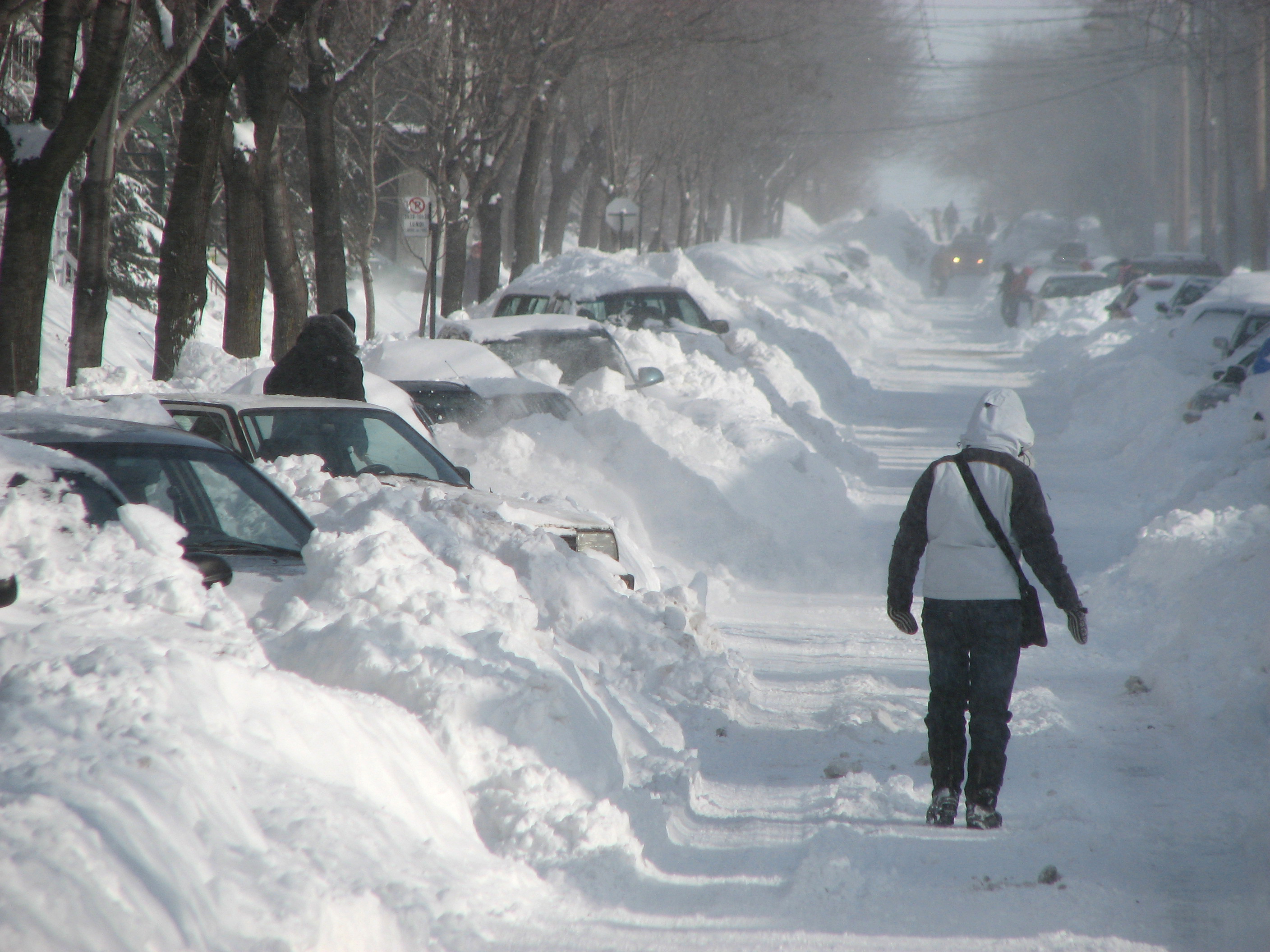
Зимний Монреаль

В Квебеке различимы четыре времени года: зима, весна, лето и осень.
Продолжительность солнечного дня составляет 8 часов в декабре, когда он самый короткий. Продолжительность солнечного дня меняется с широтой. На Крайнем Севере наблюдается северное сияние и полярный день.
Квебек разделяется на четыре климатические зоны: арктическую, субарктическую, континентальную и морскую на востоке провинции. С юга на север, средняя температура колеблется летом от +20 °C и +5 °C, а зимой от −10 °C и до −25 °C. В периоды сильной жары и холода температура может достигать точки 35 °C летом и −40 °C зимой в Квебеке.
Рекорд зимних осадков был установлен зимой 2007—2008 годов, когда уровень осадков достиг более чем пяти метров снега в провинции Квебек, а средний показатель, полученный в зимнее время, составляет 3 метра. Кроме того, зима 2010 года была самой тёплой и сухой из когда-либо зарегистрированных более чем за 60 лет.
Снежный покров присутствует от 4-х месяцев (на юге в Монреале) до 6-ти месяцев (на севере в Радиссоне). Количество снега, выпадающего в этот период в Квебеке или в Монреале, больше, чем в таких северных городах, как Хельсинки или Осло. Температура понижается в основном под влиянием северных ветров. Города полуострова Гаспе ощущают смягчающее влияние океана, делающее зиму более мягкой, а лето более прохладным.

### Фауна

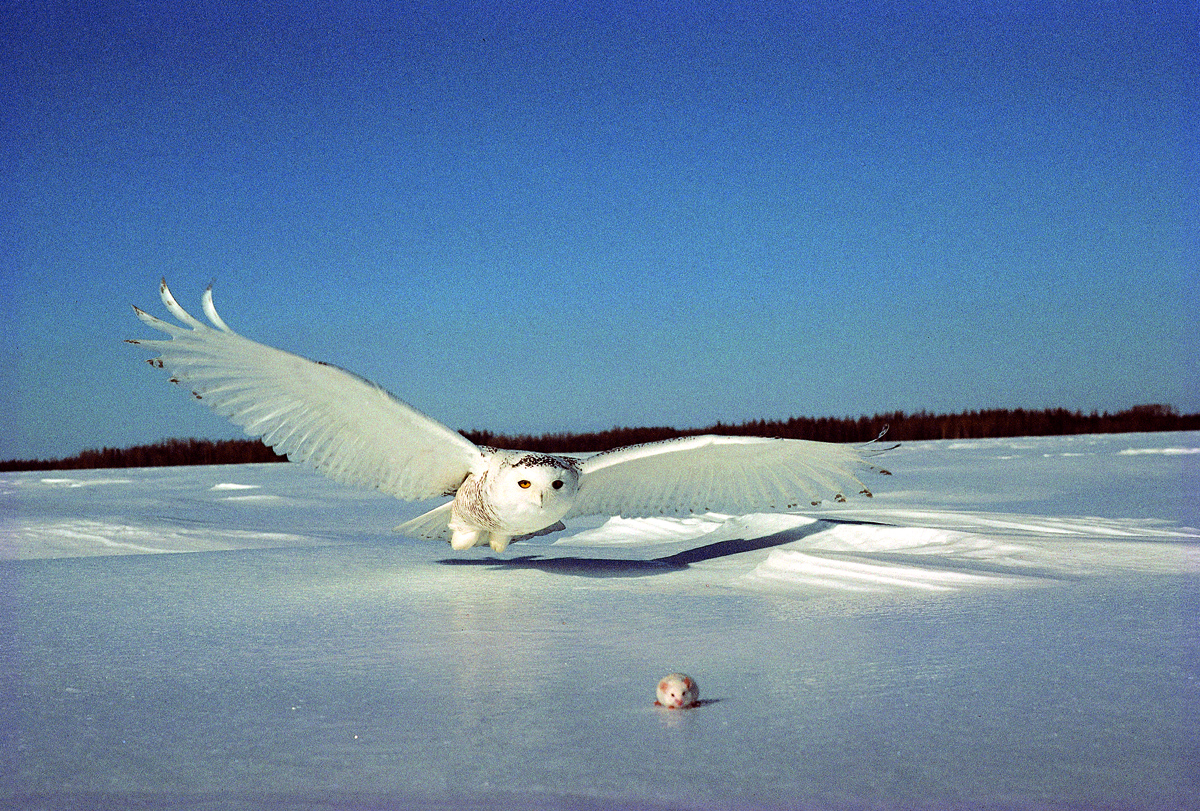
Снежная сова — официальная птица Квебека

Наземная фауна довольно многочисленна. Крупные животные представлены мускусными быками, оленями, орланами-белохвостами, лосями, чёрными медведями, белыми медведями. Средние животные представлены пумами, койотами, рыжими рысями, песцами, лисицами и т. д. Из меньших животных встречаются бобры, зайцы, сурки, скунсы, еноты, бурундуки и т. д. Фауна в устье реки и в заливе Св. Лаврентия состоит из водных млекопитающих, большинство из которых поднимается по эстуарию реки Св. Лаврентия до острова Орлеан, в том числе голубой кит, белуга, тюлени. Среди северных морских животных встречается нарвал. Фауна внутренних вод состоит из рыб, таких как судак, чёрный американский осётр, атлантическая треска, арктический голец, форель, лосось и т. д.
Хищные птицы представлены беркутами, сапсанами, совами и лысыми орлами. Из водных птиц встречаются канадская казарка, хохлатый баклан, северная олуша, серебристая чайка, большая голубая цапля, полярная гагара и т. д.
Фонд дикой природы Квебека и Центр обработки данных природного наследия провинции Квебек (CDPNQ) являются основными учреждениями, работающими с сотрудниками охраны дикой природы в Квебеке.

### Растительность

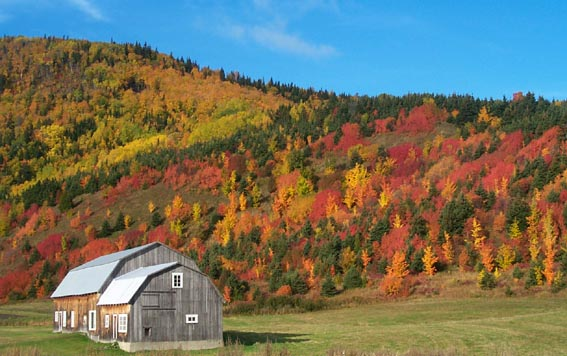
Осенний пейзаж в Гаспези

На краю залива Унгава и Гудзонова залива распространена флора, характерная для тундры, в частности лишайники. Дальше на юг климат способствует росту тайги.
Площадь лесов в Квебеке оценивается в 750 300 км². В Абитиби-Темискаминге и Кот-Норд лес состоит в основном из хвойных пород, таких как ель и сосна. Далее на юг постепенно добавляются жёлтые берёзы и другие лиственные породы. Долина реки Св. Лаврентия состоит из лесов хвойных пород, таких как туя западная (кедр), и лиственных деревьев, таких как сахарный клён, красный клён, вяз, липа.
Берёза, тополь бальзамический, тополь покрывают более половины территории Квебека.

## История

### Предыстория

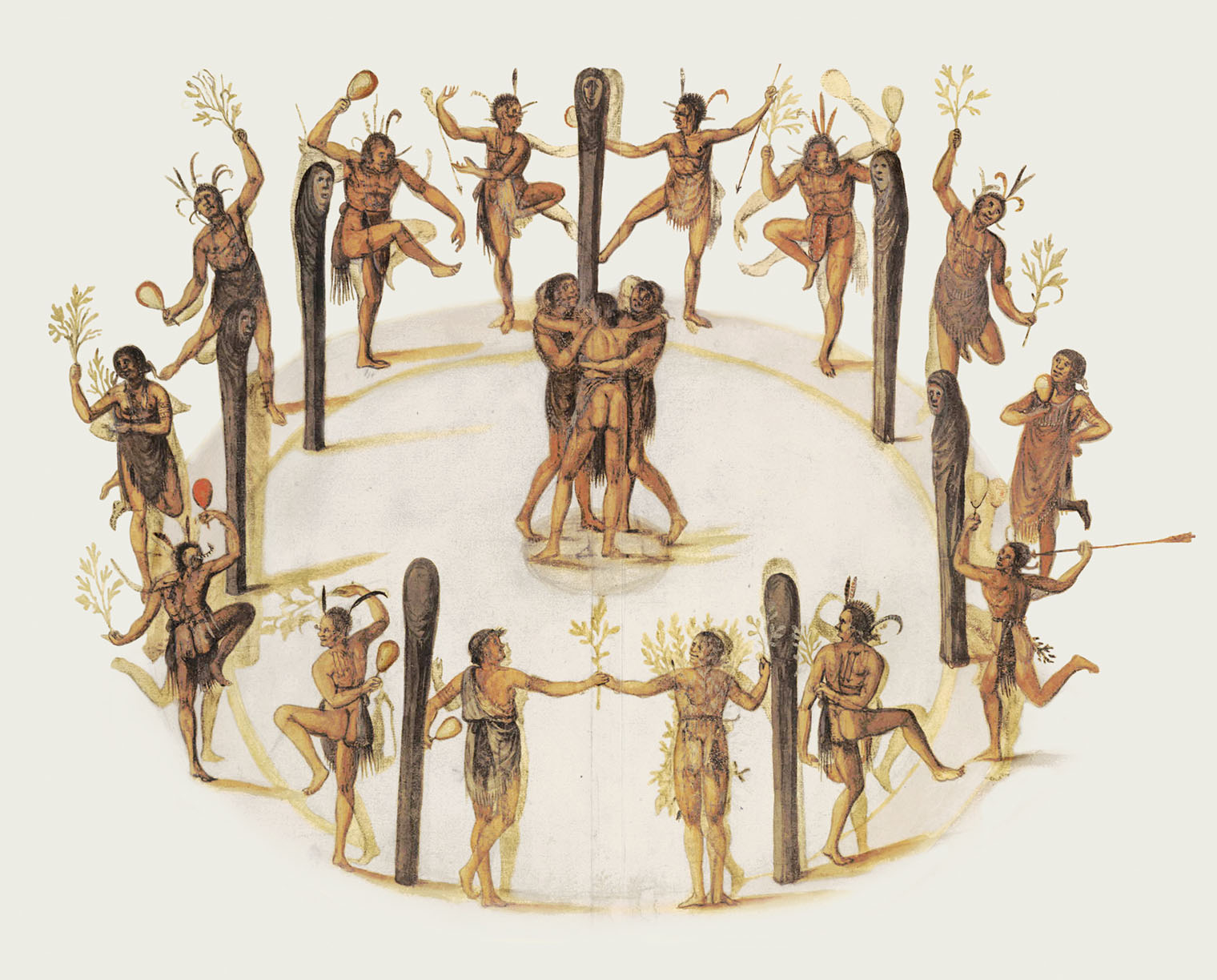
Алгонкины около 1590 года

Первые люди появились на территории Квебека приблизительно 10-11 тысяч лет назад в конце последнего ледникового периода. Эти племена пришли в Америку из Азии, когда ещё существовал перешеек на месте нынешнего Берингова пролива. В результате колонизации на территории Квебека появились три большие этнолингвистические общности: ирокезы, алгонкины и инуиты-алеуты, из которых выделились одиннадцать индейских народов: абенаки, алгонкины, атикамеки, кри, гуроны, малеситы, микмаки, могавки, монтанье, наскапи и инуиты.

### Первые европейцы
По данным современных историков, первый контакт индейцев и европейских исследователей произошёл в X веке. Викинги встречались с индейцами Северной Америки на островах Ньюфаундленда, а также в Гренландии и Лабрадоре. Ещё до открытия Америки баски, бретонцы и норманны рыбачили у берегов Северной Америки и иногда заходили в реку Святого Лаврентия. Однако только после падения Константинополя в 1453 году возникла необходимость в поиске нового торгового пути в Индию, который бы облегчил торговлю со странами Дальнего Востока.
Французский король Франциск I предпринял попытку отыскать новый путь в Индию и отправил в 1524 году мореплавателя Джованни Верраццано исследовать Новый Свет. Верраццано, проплыв от берегов Флориды до Ньюфаундленда, так и не смог отыскать пути в Индию. Несмотря на неудачу, плавание Верраццано оказалось полезным с точки зрения исследования Америки. Таким образом, он оказался первым французским исследователем Америки и именно он ввёл в оборот термин «Новая Франция».

### Новая Франция (1534—1763)

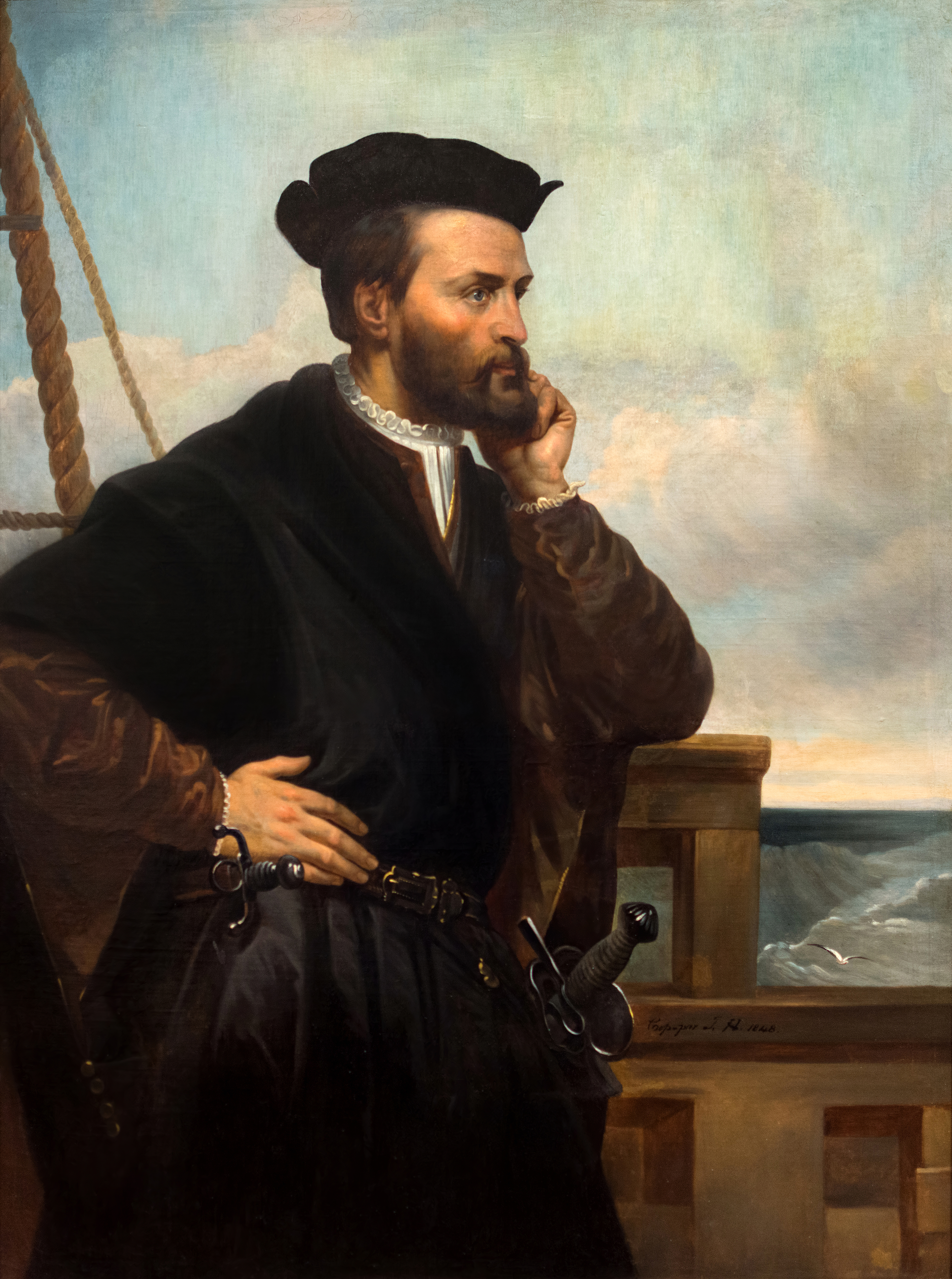
Портрет Жака Картье работы Теофиля Амеля, около 1844

Вышедший из Сен-Мало 20 апреля 1534 года с 61 человеком на двух кораблях, Жак Картье считается первым европейским исследователем территории Канады (хотя, возможно, что в 1497 году, Джон Кабот уже побывал в устье реки Святого Лаврентия). Картье воздвигнул крест на полуострове Гаспе в 1534 году, а в следующем 1535 году проплыл по реке Святого Лаврентия. Жак Картье добрался до горы Хошелага (поблизости от будущего Монреаля), где его команда провела зиму. Двадцать человек умерли от цинги, пока Картье не получил от ирокезов рецепт лекарства (на основе листьев туи западной) против этой болезни. Твёрдо решив основать колонию, Франция поручила командование новой экспедицией Жану-Франсуа де Робервалю. Новая колония пережила трудную зиму, которая стоила жизни более 50 человек. Имея более важные интересы (войны в Европе), Франция перестала интересоваться Канадой более чем на полстолетия. Этот период принято называть «периодом тщетных попыток».

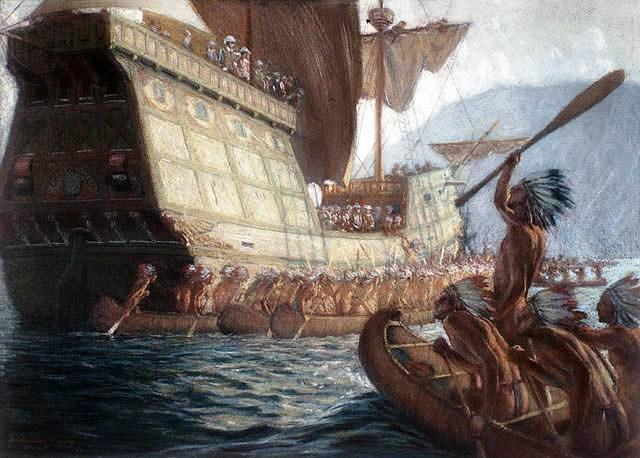
Прибытие Самюэля де Шамплена, отца Новой Франции, к берегам Квебека.

В 1603 году французские колонисты под предводительством Самюэля де Шамплена вступили в союз с индейцами племён гуронов и алгонкинов против ирокезов. В это время насчитывалось около 30 000 гуронов и 15 000 ирокезов, но серия эпидемий сократила численность гуронов до 12 000, тогда как численность ирокезов не пострадала. В 1608 отец Новой Франции Самюэль де Шамплен основал город Квебек, который был тогда простым перевалочным пунктом. В 1627 году создание кардиналом Ришельё Компании Новой Франции (Компания ста акционеров) позволило ста акционерам развивать Канаду. В следующем году первая экспедиция, насчитывавшая 400 человек, попала в руки англичан и так и не добралась до места назначения.
Вследствие капитуляции Квебека братьям Кирке, англичане оккупировали Квебек и Новую Шотландию с 1629 по 1632 годы. Самюэля де Шамплена взяли в плен, а Компания ста акционеров разорилась. В результате договора в Сен-Жермен-ан-Ле Франция вернула себе колонию в 1632. Город Труа-Ривьер был основан в 1634 году. В 1640 году Новая Франция насчитывала только 500 человек. Войны с ирокезами и болезни были основными причинами смертности во французской колонии. В 1642 году Поль Шомеде де Мезоннёв основал город Виль-Мари (будущий Монреаль), который был в то время фортом, защищавшим от атак ирокезов. Первая большая ирокезская война длилась с 1642 по 1667 годы.

Географическая карта Новой Франции, составленная Самюэлем де Шампленом в 1612

С 1627 по 1663 годы население выросло от 100 до 2500 жителей. За 35 лет приехало около 1250 французских иммигрантов, а остальные родились уже на месте. Некоторые французские провинции внесли больший вклад, чем другие. Это, в частности, Нормандия, Онис, Перш, Париж с окрестностями (Иль-де-Франс), Пуату, Мен, Сентонж, Анжу и Бретань — то есть, в основном, западные регионы Франции, находящиеся на атлантическом побережье, портовые города и Париж. Южные регионы Франции и Французские Альпы почти не участвовали в заселении Канады.
В 1663 году французский министр финансов Кольбер учредил королевское управление Новой Францией. Территория должна была управляться как французская провинция под эгидой губернатора. В 1665 году полк Кариньяна-Сальера (элитное подразделение) прибыл в колонию с целью усмирить ирокезов. В 1666 году интендант Новой Франции Жан Талон организовал первую перепись населения, которая насчитала 3215 жителей. Благодаря политике поощрения рождаемости Талона, а также отправке королём Людовиком XIV 900 девушек на выданье (знаменитых «королевских дочерей») население колонии достигло 6700 жителей в 1672 году.
В 1684 году поощряемые англичанами ирокезы организовали новую серию атак против французских поселений. В 1686 французы овладели тремя английскими фортами в Гудзоновом заливе. Под управлением Фронтенака они провели серию рейдов против форпостов Новой Англии и изгнали англичан из Новой Шотландии, с Ньюфаундленда и Гудзонова залива. В 1687 году, однако, Франция и Англия подписали Рисвикский договор, положивший конец первой войне между колониями. В 1701 году был заключён мир с ирокезами. Колония насчитывала менее 15 000 жителей. С подписанием Утрехтского мира 1713 Франция уступила Великобритании Новую Шотландию, Ньюфаундленд и Гудзонов залив. Доминирующим видом экономической деятельности колонии оставалась торговля мехами, представлявшая 70 % экспорта против всего 20 %, приходившихся на долю продукции сельского хозяйства.
Семилетняя война (1756—1763) явилась решающим событием в судьбе североамериканских колоний. Британские колонии объединились, чтобы покончить с Новой Францией. В 1756 губернатор Монкальм прибыл в Новую Францию с 3 000 человек. В 1759 британский генерал Джеймс Вольф и его армия десять недель осаждали город Квебек, который сдался после знаменитой битвы на равнинах Авраама, во время которой Монкальм и Вольф были оба смертельно ранены. В следующем году (1760) англичане захватили Монреаль. Новая Франция была завоёвана. Самая большая французская колония насчитывала тогда около 55 000 жителей. Что же касается американских индейцев, то их насчитывалось около 600 000 человек.

### Британское господство (1763—1867)

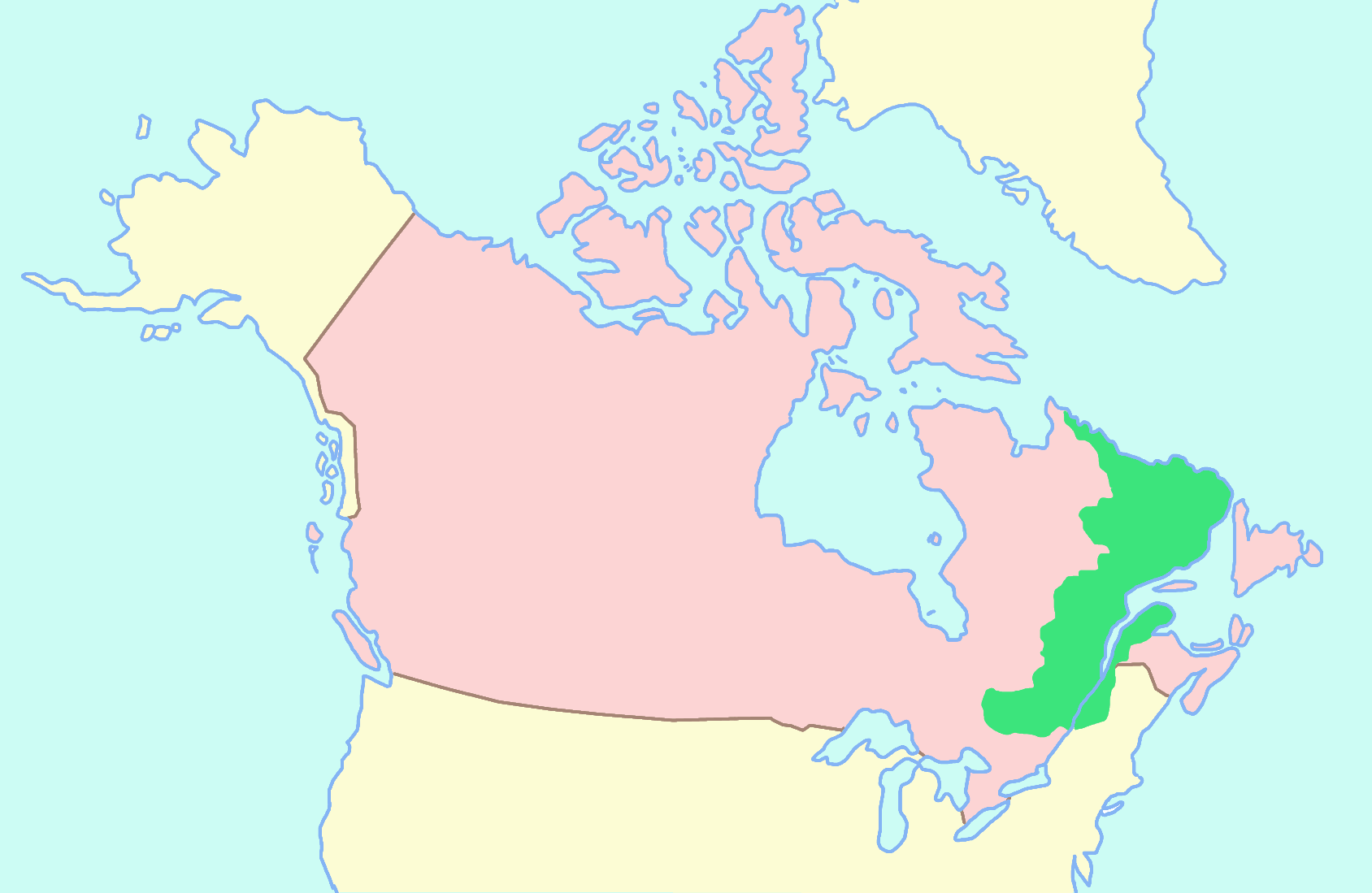
Нижняя Канада после Конституционного акта 1791

Великобритания получила во владение Новую Францию согласно Парижскому договору 1763 года, которым завершилась Семилетняя война. Среди бедствий войны было разорение значительных территорий Квебека (Квебек, Кот-дю-Сюд, Ба-дю-Флёв), а также (и особенно) драма Великого переселения. Большое количество жителей Новой Шотландии бежало от этой депортации, которая навсегда разделила семьи и вызвала большую смертность при переселении в Квебек. На данный момент около миллиона квебекцев имеет новошотландское происхождение.
По Парижскому договору Франция спасла лицо в Европе, но потеряла свою первую колониальную империю в Индии и Америке. Король Людовик XV и его советники попытались утешиться, сохранив Гваделупу и сахарные острова, и недооценивая потерю Канады, считавшейся тогда дорогостоящей колонией, огромной ледяной пустыней, не представляющей особого интереса для Франции. Только острова Сен-Пьер и Микелон остались французскими (чтобы позволить французам ловить рыбу у побережья Северной Америки). Однако Франция не замедлила отомстить Великобритании, поддержав США в войне за независимость.
Вследствие Парижского договора большинство аристократов вернулись во Францию. Великобритания составила конституцию (Королевскую прокламацию) для Новой Франции, переименованной в Province of Quebec (не путать с современной канадской провинцией Квебек). Эта конституция предполагала постепенную ассимиляцию франкоканадцев. Около 2000 из них вернулись во Францию между 1760 и 1770. Канадские католики были настолько же бесправны, как и ирландские: все государственные должности занимались исключительно выходцами из протестантского меньшинства. Британские военные обзавелись большим количеством поместий, в то время как функционирование квебекских школ было подорвано, в частности, гонениями на католическую церковь.
До 1766 англичане боролись с племенами американских индейцев (таких как абенаки), дружественных Франции, которые восстали под предводительством вождя Понтиака. Чтобы избежать переноса волнений на остальную территорию Канады, британское правительство решило быть более открытым по отношению к франкоканадцам и отозвало Королевскую прокламацию, которая, кроме всего прочего, сделала из протестантства единственную официальную религию. В 1774 был составлен Квебекский акт, который смягчил политику ассимиляции, сформулированную одиннадцатью годами раньше и подтвердил права канадского народа, в частности, на французский язык, гражданское право и католическую религию, а также увеличил территорию провинции (в неё вошли Великие озёра, а сама территория протянулась до Сент-Луиса).

Флаг Восстания Патриотов Нижней Канады.

Американцы во главе с Монтгомери и Арнольдом решили силой приобщить канадцев к своей борьбе за независимость. Они вторглись в Квебек и захватили Монреаль с окрестностями, однако в следующем году им не удалось захватить город Квебек. Прибыли британские подкрепления, и большое количество американцев вынуждено было покинуть провинцию. Франкоканадцы заняли скорее нейтральную позицию, следуя рекомендациям католической церкви, ставшей на сторону британцев. По окончании войны за независимость американские лоялисты обосновались в Квебеке. Неудовлетворённые многочисленными правами франкоканадцев, англичане потребовали реформ и получили Конституционный акт 1791 года, который разделил территорию по реке Оттава, создав Верхнюю Канаду (современная провинция Онтарио) и Нижнюю Канаду (современный Квебек). Британский парламентаризм был принят, но границы колониальной системы были очень быстро раскритикованы и оспорены.

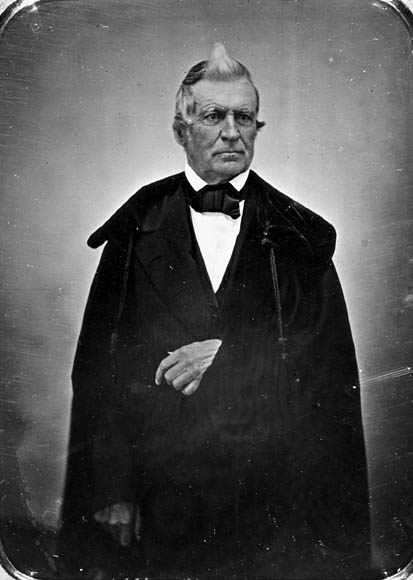
Луи-Жозеф Папино около 1852

 В 1834 члены патриотической партии (Луи-Жозеф Папино, Эльзеар Бедар и Огюстен-Норбер Морен) составили и опубликовали в качестве политической программы 92 резолюции, которые выражали потерю доверия к британским монархическим институциям. Чтобы противостоять монархической власти, несправедливой по отношению к франкоканадцам, Папино и его партия потребовали ответственного избираемого правительства, которое контролировало бы доходы и голосовало за законы Нижней Канады. В 1835, лорд Госфорд прибыл в Квебек, чтобы попытаться быстро наладить отношения с патриотами и примириться с Ассамблеей. Тем не менее в 1837, исчерпав все мирные стратегии и столкнувшись с категорическим отказом Лондона рассматривать 92 резолюции, партия патриотов пришла к осознанию необходимости вооружённого восстания. Одновременно некоторые британские повстанцы из Верхней Канады выдвигали те же требования (избираемое правительство вместо поставленного Лондоном губернатора). Нижняя Канада взялась за оружие во главе с Луи-Жозефом Папино (депутатом-националистом и главой партии патриотов). Верхняя Канада восстала под предводительством Уильяма Макензи. Оба эти восстания были подавлены Лондоном.
Поражение патриотов отметило конец влияния либеральной интеллигенции на квебекское общество, а церковь снова стала доминирующей силой и расширила своё влияние. Поражение восстания в Нижней Канаде не позволило народу избежать тисков недоразвития: доступ к новым землям оставался проблематичным для франкоканадцев, поскольку он был монополизирован англичанами, как и торговля с колониальной метрополией. Именно тогда начался массовый выезд франкоканадцев в США, которым характеризовался XIX век.
Лорд Дарем был отправлен Лондоном для проведения расследования. В своём знаменитом отчёте он утверждал, что следует приступить к полной ассимиляции франкоканадцев посредством объединения двух Канад и учреждением ответственного правительства. Акт Объединения 1840 года был составлен в Лондоне. Он дал верхней Канаде то же количество депутатов, что и Нижней, и сделал английский язык единственным официальным языком. Объединённая Канада насчитывала тогда 500 000 англоязычных и 600 000 франкоязычных. Верхняя Канада (англоязычная и малозаселённая) получила в Ассамблее тот же вес, что и франкоязычная и густозаселённая Нижняя Канада, что соответствовало ассимиляционным стремлениям англичан. Лорд Дарем предполагал, что англоязычные канадцы вскоре станут более многочисленными и будут доминировать в Ассамблее. Постепенно англоязычные приняли самоназвание «канадцы», которое франкоязычные канадцы употребляли с XVII века. Вследствие этого последние начали называть себя «франкоканадцы».
Политические проблемы продолжались, достигнув нового апогея в 1849, когда повстанцы сожгли здание парламента Объединённой Канады, заседавшего в Монреале с 1843. Правительство приняло закон, чтобы восстанавливать права французского языка и возместить ущерб невинным жертвам конфликтов 1837—1838, что привело в бешенство британских экстремистов. Парламент скитался между Квебеком и Торонто до 1867.
Только в 1849 к власти пришло ответственное правительство партии реформистов. Партию возглавляли Роберт Болдуин в Верхней Канаде и Луи-Ипполит Лафонтен в Нижней. Благодаря ответственному правительству, на канадской политической сцене воцарилось некоторое затишье. В 1864 представители политических элит начали дискуссии по поводу потенциальной канадской конфедерации. Лондон поддерживал проект федерального устройства и оказывал давление на правительство в колонии.

### Канадская конфедерация (1867)
Вследствие соглашения, заключённого между консервативной партией Джона Александра Макдональда и либеральной партией Джорджа Брауна, поддержанного Жоржем-Этьеном Картье, был подписан Акт Британской Северной Америки и 1 июля 1867 была создана Канадская конфедерация, к которой присоединились Нью-Брансуик и Новая Шотландия. Было проведено новое административное деление, создавшее провинции Квебек и Онтарио.
Этот Акт о Британской Северной Америке (иначе Конституционный закон 1867 года) определил фундаментальное разделение полномочий между федеральным правительством и правительствами провинций. Основатели Канады были полны решимости создать сильное центральное правительство, оставляя, тем не менее, значительные полномочия за законодательными собраниями провинций. В частности, Джон А. Макдональд был вынужден отказаться от проектов унитарного государства из-за решимости Ж.-Э. Картье восстановить квебекскую государственность (в провинциальных рамках), как национальный центр, где франкоканадцам было гарантировано большинство, а также господство над своей судьбой и гарантия против ассимиляции.
Федеральному парламенту выделили ответственность за оборону и внешнюю политику, торговлю, транспорт, связь и индейские резервации, также как и чрезвычайные полномочия, в частности, остаточные полномочия (ответственность за все сектора, которые не были специально оговорены за законодательными собраниями провинций), полномочия дезавуирования (которые ему позволяли дезавуировать законы провинций), также как полномочия неограниченного налогообложения (оставляя за провинциями только полномочия взимать прямые налоги в рамках территории провинций). Законодательные собрания провинций получили полномочия в таких областях, как образование, больницы, собственность, гражданские права, природные ресурсы и «работы и предприятия местного характера». В двух секторах: иммиграция и сельское хозяйство, полномочия были разделены между двумя ступенями правительства.
Конституционный закон 1867 года содержал положения, специально задуманные, чтобы сохранить и узаконить особый характер Квебека. Он признавал приоритет Гражданского кодекса Квебека в области частного права перед британским гражданским правом, действующим в других провинциях, предусматривал использование французского и английского в Парламенте, также как в легислатуре и судах Квебека, и учреждал отдельные школы, финансированные общественными фондами для протестантских и католических меньшинств Квебека и Канады.

### От Шово до Дюплесси
15 июля 1867 Пьер-Жозеф Шово из Консервативной партии Квебека стал премьер-министром. В 1868 году он создал министерство общественного образования и стал его патроном. Но это министерство скоро очутилось под огнём критики со стороны церкви, которая отвергала, таким образом, нейтральное, бесплатное и обязательное образование, которое она считала масонской угрозой. Бушервиль упразднил министерство в 1875 году и возобновил систему 1867 года. В 1876 году либеральному кандидату от Шарлевуа, который проиграл на выборах из-за давления церкви на избирателей, удалось с помощью нового федерального закона добиться непризнания результатов выборов. В следующем году Папа Римский отправил своего представителя, чтобы убедить квебекскую церковь уменьшить своё вмешательство в политику. Что касается влияния церкви в обществе, то вот характерный факт: в 1887 году 48 % учителей школ для католиков имели духовный сан.
После политического провала реформ республиканца Оноре Мерсье в духе экономического национализма и общественного образования, его зять и тоже премьер-министр Ломе Гуэн предпринял серию более скромных реформ, тоже призванных решить проблему недоразвития франкоканадского региона. Именно так он начал основание серии профессиональных школ под эгидой властей провинции.
В 1910 году внук Луи-Жозефа Папино Анри Бурасса основал газету Le Devoir («Долг»), которую он посвятил защите франкоканадцев. Он решительно протестовал против участия Канады в Англо-бурской войне в 1899 году и против призыва 1917 года, который вынудил Канаду принять участие в Первой мировой войне. Из 400 000 канадских военных, отправленных за океан, более 60 000 погибли на поле боя.
Политическая судьба националистов из поколения Бурасса закончилась общеканадскими выборами 1911 года, которые, несмотря на то, что отправили в отставку Лорье и провели в парламент Канады много депутатов, считаются их поражением, поскольку единственной альтернативой явилось консервативное, империалистическое и ещё более антифранцузское правительство Роберта Бордена, известного франкофоба и протестанта.
Однако это поколение может записать себе в актив некоторые успехи. Арману Лаверню удалось добиться принятия закона о защите французского языка в общественной жизни, обязав, в частности, компании использовать оба языка. В это время железная дорога, телефон и т. д. не признавали главенствующий в Квебеке язык. Националисты также добились от правительства Гуэна закона, обязывающего перерабатывать на месте древесину и бумажную массу из Квебека, что позволило развиться таким промышленным центрам, как Шавиниган, в надежде, что Квебек будет экспортировать в США свою продукцию, а не дешёвую рабочую силу.
Последователем Бурасса в качестве защитников прав франкоканадцев стал историк и каноник Лионель Гру, которого многие считают духовным отцом квебекского сепаратизма. Он, однако, никоим образом не является отцом этого движения, которое восходит к Патриотам (Декларация независимости 1838) и было взято на вооружение национальной партией Оноре Мерсье при власти в 1886—1893 годах. Политические взгляды Гру были близки политической деятельности Лафонтена и ультрамонтанству Тардивеля, чей роман «За Родину» (1895) предсказывал независимость Квебека в 1950 году.
В 1931 году, заслужив признанный международный авторитет участием в Первой мировой войне и последовавших за ней переговорах, Канада получила полную автономию от Объединённого Королевства по Вестминстерскому Статуту (образование Содружества).
В 1936 году 40-летнее правление либералов закончилось чередой коррупционных скандалов и расколом в партии. К власти в Квебеке пришёл Национальный союз, основанный в 1935 году в результате слияния консерваторов с отколовшимся от партии либералов непримиримым крылом. Его глава Морис Дюплесси был при власти до 1939 года, а потом опять с 1944 года по 1959 год. Дюплесси задержал развитие Квебека по сравнению с остальной Канадой в области образования, экономики и социальной защиты. Церковь заняла доминирующее положение в социальной, экономической и политической сфере. В тесном сотрудничестве с правительством она использовала свой авторитет, чтобы убедить электорат в необходимости сохранить консервативное правительство Дюплесси, которое принимало меры против социальных реформ и профсоюзного движения. После его смерти влияние церкви быстро ослабло при либеральном правительстве Жана Лесажа.
В 60-х годах Квебек вошёл в фазу ускоренной модернизации, благодаря, в частности, серии реформ экономического порядка, предпринятых правительством Лесажа. Этот период часто называют периодом Тихой революции.

### Период реформ

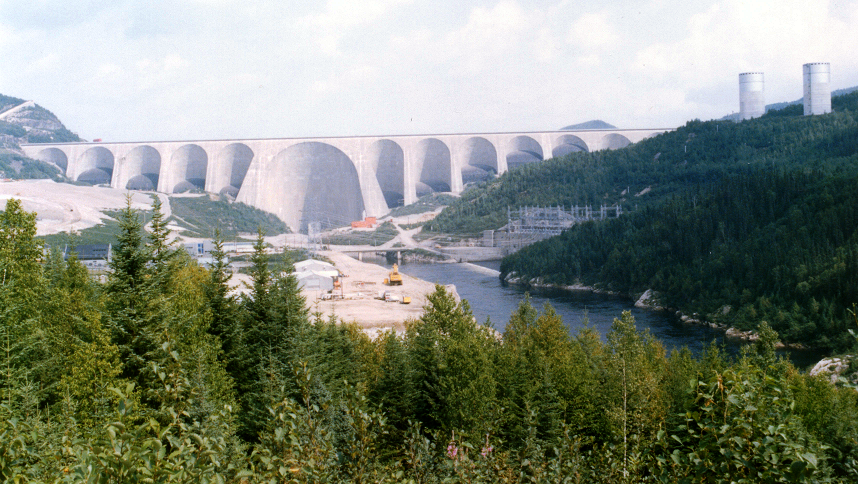
Плотина Даниэль-Джонсон на реке Маникуаган, торжественно открытая в 1968 году

Термин «Сто дней Поля Сове» обозначает временный период, когда временный премьер-министр выдвинул лозунг «Дальше», который обозначил изменения в политике правительства Квебека. После внезапной смерти Поля Сове, Национальный союз возглавил Антонио Баррет, который выдвинул программу ограниченных реформ, но проиграл выборы 22 июня 1960 года. Либеральная партия Квебека со слоганом «Время для перемен» получила большинство в два места в законодательном собрании Квебека. Правительство Жана Лесажа инициировало обширную программу реформ в социальной политике, образовании, здравоохранении и экономике. Все эти реформы были вскоре названы «Тихой революцией».
Этот период был отмечен национализацией гидроэнергетики и уничтожением финансового синдиката с улицы Сен-Жак в Монреале. Правительством был принят слоган «Правь вместе с нами», который обозначал, что квебекцы берут власть в провинции в свои руки, тогда как раньше большинство руководящих постов занимали англо-квебекцы. Размах этого движения вызвал конфронтацию между светскими и духовными властями, что повлекло за собой секуляризацию государства и общественной жизни.
Также квебекцы проявили глубокую озабоченность и неудовлетворённость культурной ассимиляцией франкофонного меньшинства в Канаде и положением французского языка. Впервые квебекцы высказали громкое недовольство «положением дел, сложившихся в 1867 году». В 1963 году члены комиссии Лорендо-Дантона констатировали, что, вопреки мнению большинства англоканадцев, французская культура Квебека не подчиняется больше англо-американской культуре, и что она прошла «этап выживания» и теперь по-настоящему живёт и развивается. Также они отметили, что французская культура не занимает подобающего места в жизни Канады.

### Референдумы о независимости

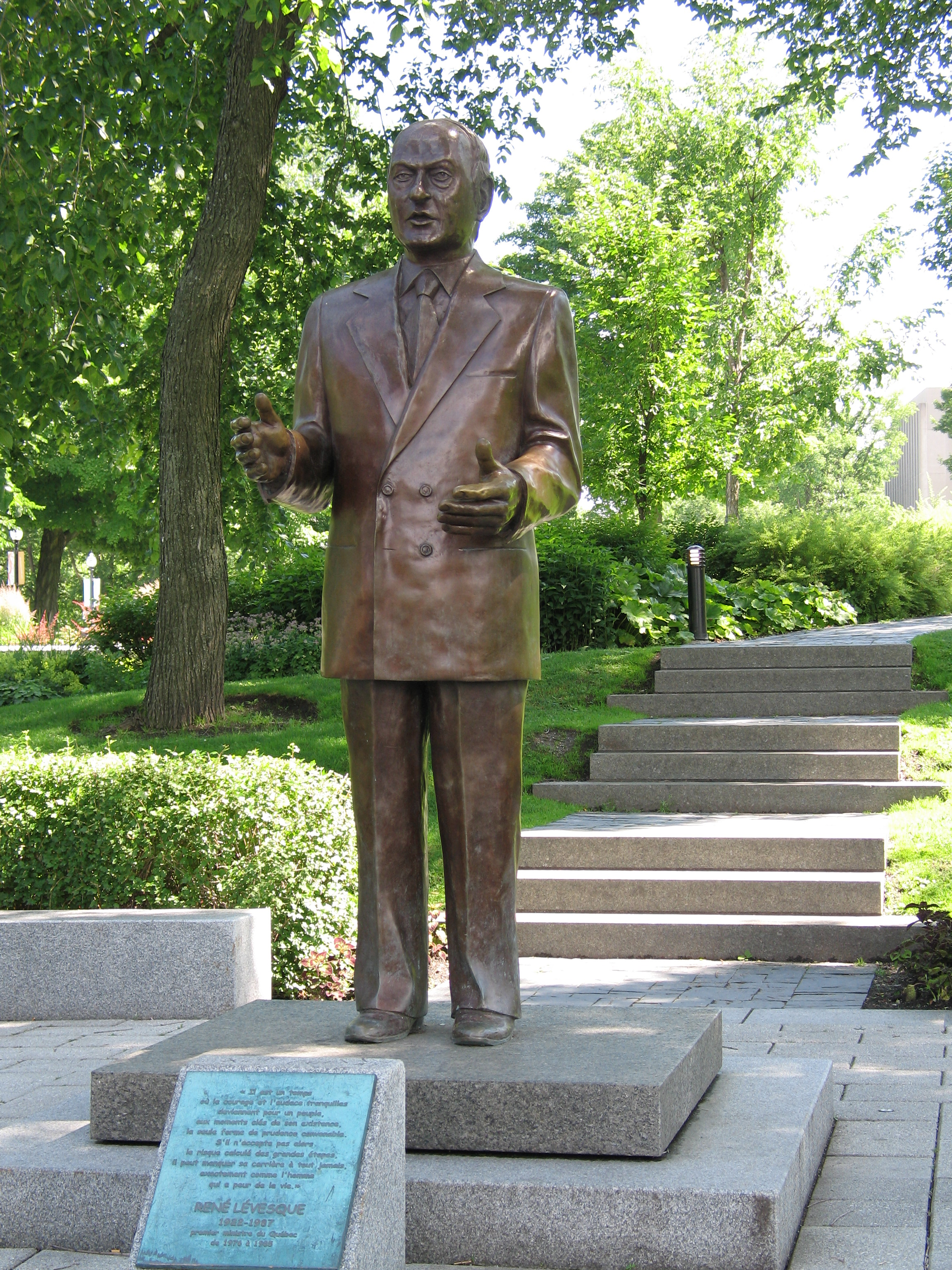
Статуя Рене Левека на площади перед Законодательным собранием Квебека

Движение начало формироваться в 1957 году с Лорентийского альянса. В 1960 году появилось «Объединение за национальную независимость». Различные группы оказывали влияние на это движение, особенно «Фронт освобождения Квебека» и Квебекская партия. В самом Квебеке происходили ожесточённые дебаты об отделении от Канады. В 1967 году Шарль де Голль фактически поддержал идею независимости Квебека, провозгласив «Да здравствует свободный Квебек!».
Во время октябрьского кризиса 1970 года федеральное правительство ввело военное положение. Сторонники независимости под руководством Рене Левека выиграли выборы 1976 года и добились проведения референдума с вопросом о независимости Квебека в 1980 году, который оказался неудачным для сторонников отделения (40,5 % — за, 59,5 % — против). Квебек отказался признать конституцию Канады 1982 года, что привело к кризису. Правительство Жака Паризо провело второй референдум о независимости Квебека в 1995 году, но 50,6 % голосовавших высказались против сецессии.
В 1998 году Верховный суд Канады принял документ, регламентирующий выход Квебека из Канадской конфедерации. После скандала с незаконным финансированием движение за независимость добилось некоторых успехов — результаты референдума 1995 года были оспорены.

## Правовая система
Правовая система Канады является смешанной. Большую часть территории можно отнести к англосаксонской правовой семье (к системе общего права), однако правовая система провинции Квебек в гражданско-правовой сфере относится к романо-германской семье (биюрализм). Несмотря на то, что «Комментарии к законам Англии» являются основной теоретической базой, используемой для понимания норм обычного права, Гражданский кодекс Квебека часто ссылается на традиции романо-германской правовой системы.
Национальные законы и юстиция, таким образом, основываются исключительно на теории естественного права. С исторической точки зрения, в общем праве речь идёт о «равных правах людей и общин низкого народа» (или народное право), в которых каждый индивидуум сам управляет своими делами (свобода выбора), и которые меняются в соответствии с обычным правом. Существующие социальные обычаи и практика ссылаются на авторитет короны и английского дворянства, с прецедентным правом, что заменяет нормативные акты. Конституционный закон говорит, что правовые принципы, применяемые в Квебеке в соответствии с традициями германских народов, с принципом состязательности и королевских указов Англии и Канады. С другой стороны, культурное наследие французского правления в Квебекском законодательстве проявляется в связи с распространённостью социальных традиций и народных обычаев, от Парижского обычая до правовых норм Гражданского кодекса Франции.
В юридической философии публичного права, применяемого в Квебеке, основополагающую роль во всех государственных органах (например, Национальной Ассамблеи, правительства и т. д.) играет консультация с гражданами. Как и в публичном праве, сосуществование общего права и гражданского (романо-германского) права поддерживает биюрализм в области частного права.
В частном праве Квебек обладает конституционной привилегией, которая предоставляет ему всю полноту власти в законотворчестве. Гражданский кодекс Квебека является основой всех законов в области частного права. Таким образом, система биюрализма стремится защитить с одной стороны права физических лиц, а с другой стороны, равные отношения по передаче собственности через использование всех законов и юридическую систему.

### Правоохранительная система
Управление системой правосудия и поддержание правопорядка в провинции Квебек осуществляется Министерством юстиции провинции Квебек. Последнее отвечает, в частности, за доступность правосудия для населения и за поддержание судебных округов.
Генеральный прокурор провинции Квебек является представителем государства и ответственен за представительство (защиту интересов) государства в суде.
Министерство общественной безопасности провинции Квебек управляет функциями гражданской безопасности и исправительными учреждениями.
В области частного права, шерифы (по одному на судебный округ) несут ответственность за исполнение постановлений суда, мониторинг-процесс. При выполнении своих задач они могут привлечь заменителей, судебных приставов. Они также отвечают за уголовные дела, назначение и контроль присяжных заседателей.
Квебекские суды организованы по принципу пирамиды, вершиной которой является Апелляционный суд провинции Квебек. Апелляционный суд провинции Квебек как высшая инстанция этого территориального образования рассматривает все случаи подач жалоб на судебные решения. Кроме того, он обладает традиционной властью консультирования Правительства провинции Квебек, будучи органом осуществляющим защиту исполнения норм гражданского права (романо-германского), и тем самым обеспечивает полное исполнение законодательства в системе общего права.
Верховный суд провинции Квебек, со своей стороны, обладает правом рассмотрения всех судебных дел, кроме тех, которые находятся в юрисдикции исключительно нижестоящих судов первой инстанции. Верховный суд провинции Квебек осуществляет традиционный надзор за законностью решений судов иных уровней.

## Политическая организация

### Политическое устройство
Политическая система Квебека основана на Вестминстерской системе: Квебек является конституционной монархией с либерально-демократическим политическим строем. Номинальным главой провинции является лейтенант-губернатор Квебека, который является представителем генерал-губернатора и короля Канады; лейтенант-губернатор выполняет в основном церемониальные и конституционные функции, он олицетворяет собой непрерывность и единство государства.
С момента упразднения Законодательного совета в 1968 году, парламент Квебека является однопалатным и состоит только из Национального собрания, которое избирается сроком на пять лет. Исполнительный совет во главе с премьер-министром является главным органом исполнительной власти. Согласно традициям, партия, получившая большинство мест в Законодательном собрании, формирует правительство, а лидер партии становится премьер-министром.
Политическая жизнь провинции определяется в основном противостоянием левой и правой идеологий, а также вопросом о независимости Квебека. В настоящее время следующие партии имеют представительство в парламенте Квебека: Либеральная партия Квебека, Квебекская партия и Солидарный Квебек.

## Политические полномочия
Квебекское государство отвечает за управление и наведение общественного порядка, в рамках своих полномочий согласно теории естественного права. Квебек обладает монополией в этих областях, также имеет много неотъемлемых исторических прав, закреплённых в Конституционном акте 1867 года, который, к тому же, гарантировал уступку суверенитета от центра провинции. Совет казначейства поддерживает Исполнительный совет в исполнении функции управления государством. Также он заведует Министерством внутренних дел, всеми органами правительства и Министерством иностранных дел.

## Экономика
Экономика Квебека, раньше сосредоточенная в руках синдиката с улицы Сен-Жак в Монреале, в настоящее время имеет постиндустриальный характер. Экономика, в целом, имеет рыночный характер. Экономический либерализм сочетается с различными рычагами экономического вмешательства, которые принимают во внимание индивидуальную свободу выбора. Экономическое процветание Квебека достигается за счёт координации всех подразделений правительства Квебека, в их соответствующих юрисдикциях, главное в этой области — Министерство экономического развития, инноваций и экспортной торговли, Министерство финансов Квебека, а также Департамент налогов и сборов Квебека.

## Население

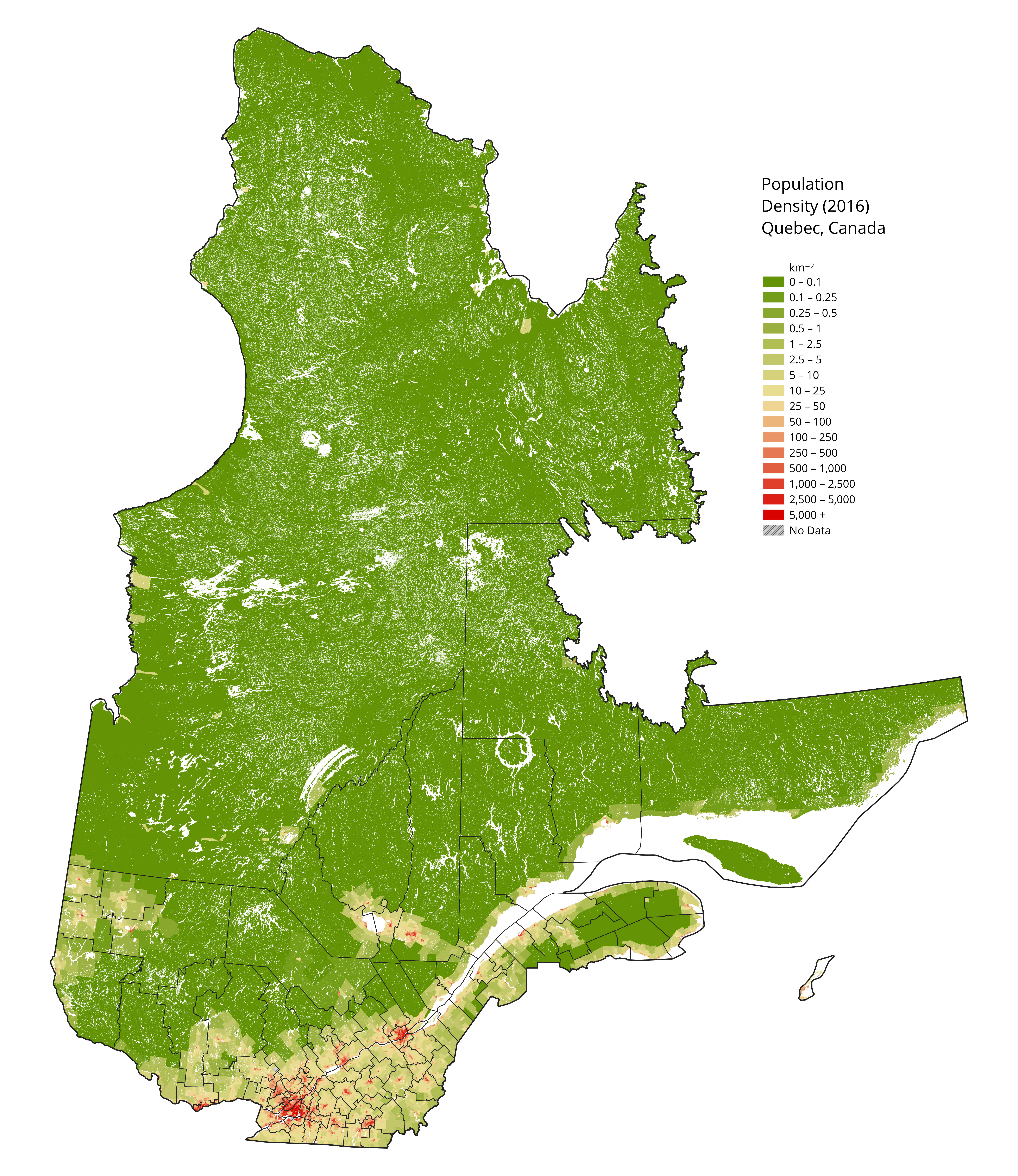
Плотность населения Квебека

Канадской переписью 2016 г. было зарегистрировано 8 164 361 жителей Квебека, проживающих в 3 531 663 домохозяйствах. Увеличение числа жителей по сравнению с переписью 2011 года составило 3,3 %, в 2011 население насчитывало 7 903 001 человек.
При территории провинции 1 356 625,27 км², плотность населения составляет 6,02 чел./км². Население провинции распределено очень неравномерно. Около 80 % населения живут на юге провинции в долине реки Святого Лаврентия. Более того, в 2016 году 1 942 044 человек проживали только на 499,12 км² острова Монреаль (плотность — 3 890 человек на км²). В противоположность этому, в Северных регионах Квебека Север Квебека и Кот-Нор проживали всего 137 079, при этом на долю этих регионов которого приходится 73 % территории (994 847,26 км², плотность — 0,14 чел./км²).
Суммарный коэффициент рождаемости (СКР) в Квебеке составляет 1,59 и это выше среднего значения по Канаде — 1,54. Даже такое значение СКР, однако, заметно ниже уровня воспроизводства населения, который составляет 2,1. Такая ситуация контрастирует с СКР до 1960-х годов, когда Квебек имел самое высокое значение коэффициента рождаемости среди всех индустриально развитых стран.
Хотя население Квебека составляет всего 22 % от населения Канады, число иностранных усыновлений в Квебеке является самым высоким среди всех провинций Канады. В 2001 году 42 % иностранных усыновления в Канаде совершалось родителями из Квебека.
В 2012 году население провинции превысило отметку в 8 миллионов человек, тогда же было спрогнозировано, что следующая планка в 9 миллионов будет превышена к 2056 году, однако судя по последующим переписям, это значение будет превышено значительно раньше.
Ожидаемая продолжительность жизни в Квебеке достигла значения 80,8 лет для мужчин и 84,5 для женщин.
|    | Этнос     | Население (2016) | Доля   |
| -- | --------- | ---------------- | ------ |
| 1  | Канадцы   | 4 647 840        | 58,3 % |
| 2  | Французы  | 1 870 545        | 23,5 % |
| 3  | Ирландцы  | 446 215          | 5,6 %  |
| 4  | Итальянцы | 326 700          | 4,1 %  |
| 5  | Индейцы   | 289 610          | 3,6 %  |
| 6  | Англичане | 228 520          | 2,9 %  |
| 7  | Шотландцы | 202 515          | 2,7 %  |
| 8  | Квебекцы  | 140 075          | 2,3 %  |
| 9  | Гаитийцы  | 143 165          | 1,8 %  |
|    | …         |                  |        |
| 20 | Русские   | 55 230           | 0,7 %  |

Доля была рассчитана исходя из количества респондентов ответивших на вопрос о своей этнической принадлежности (7 965 455).

При ответе на вопрос об этническом происхождении респондентам разрешалось давать несколько ответов.
Этнические меньшинства (2016):
 Черные (4,0 %) Арабы (2,7 %) Латиноамериканцы (1,7 %) Китайцы (1,3 %) Другие меньшинства (3,3 %) Не являются меньшинствами (87 %)
| Меньшинство                   | Численность (2016) | Доля    |
| ----------------------------- | ------------------ | ------- |
| Всего меньшинств              | 1 032 365          | 12,96 % |
| Представители негроидной расы | 319 230            | 4,01 %  |
| Арабы                         | 213 740            | 2,68 %  |
| Латиноамериканцы              | 133 920            | 1,68 %  |
| Китайцы                       | 99 505             | 1,25 %  |
| Филиппинцы                    | 34 910             | 0,44 %  |
| Корейцы                       | 8 055              | 0,10 %  |
| Японцы                        | 4 570              | 0,06 %  |

Доля визуально заметных меньшинств была рассчитана на основании общего количества респондентов ответивших о своей этнической принадлежности 7 965 450.
Видимые меньшинства составляют 12,6 % населения. Эта доля ниже чем в следующих провинциях — Британская Колумбия, Онтарио, Альберта, и Манитоба. Большинство визуально заметных меньшинств проживает в Монреале и его агломерации.
До 1960-х годов, иммигранты прибывали в основном из европейских стран (в том числе итальянцы, евреи из Центральной Европы и греки). С 1960—1970, иммиграция стала более диверсифицированной. Современные иммигранты приезжают в основном из Франции, Китая, Бельгии, Восточной Европы и ряда развивающихся стран, особенно франкоязычных стран Северной Африки, но также из стран Латинской Америки.

### Религия
Религия в Квебеке (2011):
 Римо-католики (74,6 %) Атеисты (11,9 %) Мусульмане (3,1 %) Православные (1,7 %) Иудеи (1,1 %) Англикане (1,0 %) Буддисты (0,7 %) Приверженцы других религий (5,9 %)
Квебек является уникальной провинцией в Канаде, так как подавляющее большинство его населения принадлежит к Римской католической церкви. Это является следствием колониальных времён, когда только римо-католикам дозволялось селиться в Новой Франции. Национальное исследование домохозяйств в 2011 показало, что 6 356 880 (82,2 %) жителей провинции являются христианами, при этом произошло снижение доли по сравнению с данными переписи 2001 года, когда 90,3 % жителей указали Христианство в качестве исповедуемой религии. Среди христиан 5 766 750 (74,6 %) относят себя к Римско-католической церкви; в 2001 году доля католиков была 83,2 %. Доля православных христиан немного выросла с 1,4 % в 2001 до 1,7 % (129 780) в 2011. Из них 52 345 (0,7 %) являются прихожанами греческой церкви, к Русской Православной Церкви относят себя 3 410 (0,04 %) квебекцев. К прочим направлениям христианства относятся ещё 460 350 (6 %) жителей провинции.
Мусульманская община является самой быстрорастущей, если в 2001 г. только 1,5 % назвали себя приверженцами ислама, то в 2011 уже 3,1 % (243 430) указали себя мусульманами. Это связано со значительной миграцией из традиционно франкоязычных стран Северной Африки и Ближнего Востока. Доля иудеев снизилась с 1,3 % в 2001 году до 1,1 % (85 105) в 2011. Доля приверженцев буддизма находится на стабильном уровне 0,7 % (52 385), так же как и индуистов — 0,4 % (33 540), и сикхов — 9275 (0,1 %). Это объясняется тем, что иммигранты из Восточной Азии предпочитают в качестве места иммиграции другие провинции Канады.
Значительно выросла доля тех, кто заявил об отсутствии принадлежности к какой-либо религии: если в 2001 году таких было 5,8 %, то в 2011 — 12,1 % (937 545). Во многом рост атеистов произошёл за счет снижения доли католиков.

Доля приверженцев той или иной религии рассчитывалась как пропорция к общему числу респондентов, ответивших на вопрос о религии (7 732 520)

### Крупнейшие муниципальные образования

Монреаль

Квебек

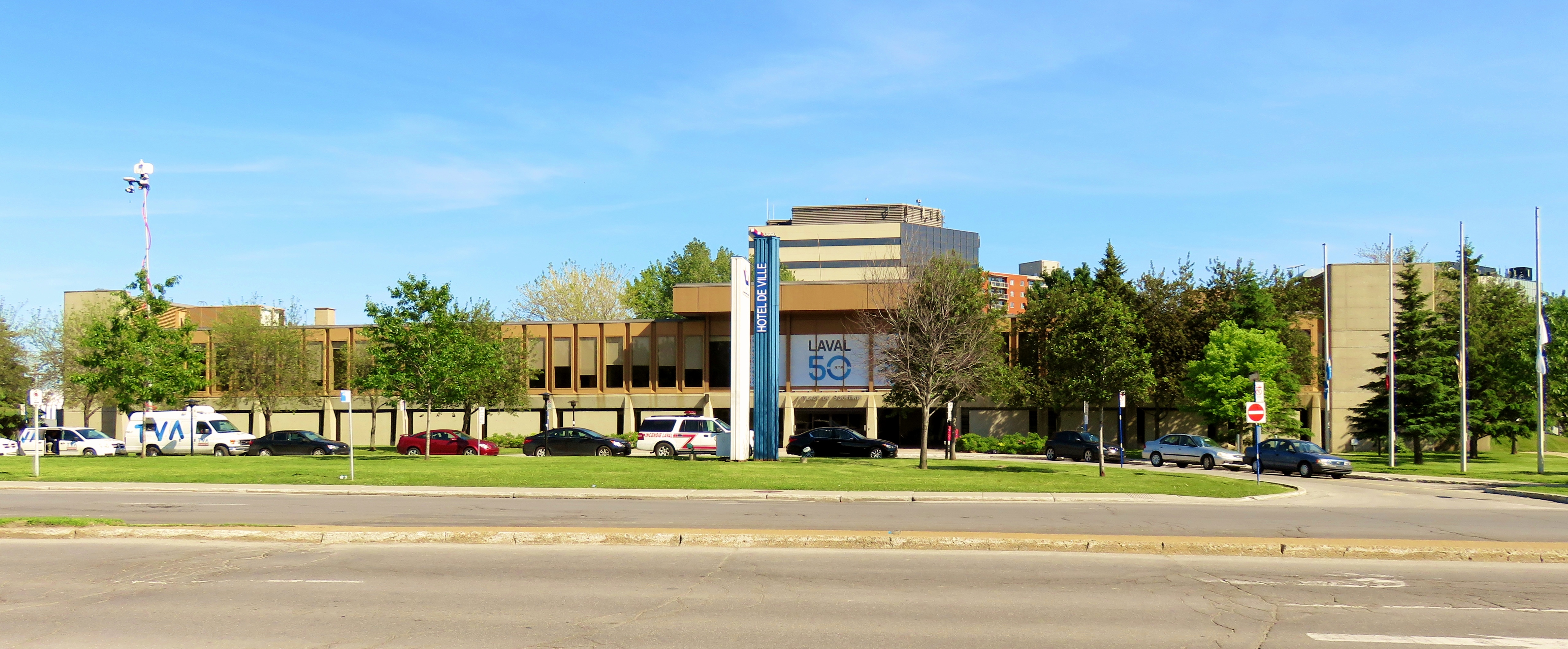
Лаваль

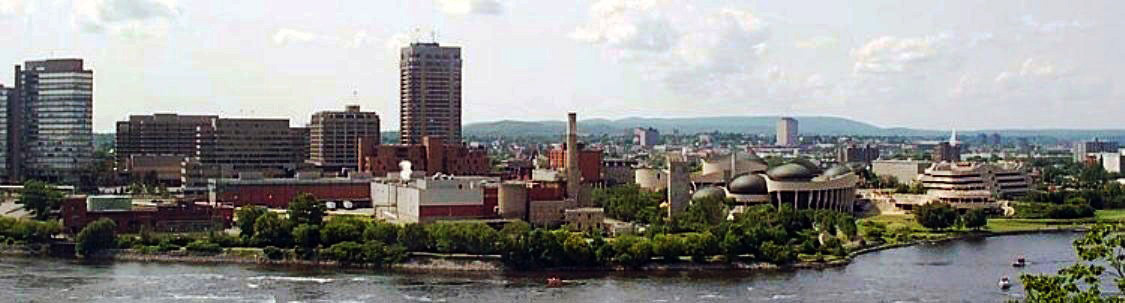
Гатино

| Города:                                | 2016      | 2011      | 2006      | 2001      | 1996      |
| -------------------------------------- | --------- | --------- | --------- | --------- | --------- |
| Агломерации:                           |           |           |           |           |           |
| Агломерация Монреаля                   | 4 098 927 | 3 824 221 | 3 635 571 | 3 426 350 | 3 326 510 |
| Агломерация Оттава-Гатино              | 1 323 783 | 1 254 919 | 1 130 761 | 1 067 800 | 998 718   |
| Агломерация Квебека                    | 800 296   | 765 706   | 704 185   | 673 100   | 671 889   |
| 10 крупнейших городов:                 |           |           |           |           |           |
| Монреаль                               | 1 704 694 | 1 649 519 | 1 593 725 | 1 608 024 | 1 569 437 |
| Квебек                                 | 531 902   | 516 622   | 491 142   | 476 330   | 473 569   |
| Лаваль                                 | 422 993   | 401 553   | 368 709   | 343 005   | 330 393   |
| Гатино                                 | 276 245   | 265 349   | 242 124   | 226 696   | 217 591   |
| Лонгёй                                 | 239 700   | 231 409   | 229 330   | 225 761   | 227 408   |
| Шербрук                                | 161 323   | 154 601   | 147 427   | 138 785   | 136 883   |
| Сагеней                                | 145 949   | 144 746   | 143 692   | 147 133   | 152 811   |
| Леви                                   | 143 414   | 138 769   | 130 006   | 121 999   | 103 750   |
| Труа-Ривьер                            | 134 413   | 131 338   | 126 323   | 122 395   | 124 417   |
| Тербон                                 | 111 575   | 106 322   | 94 703    | 80 536    | 75 116    |
| 5 Крупнейших сельских муниципалитетов: |           |           |           |           |           |
| Руссильон                              | 170 835   | 160 260   | 148 560   | 137 200   | 130 975   |
| Ле Мулен                               | 158 267   | 148 813   | 128 467   | 110 087   | 103 213   |
| Терез-де-Бленвилль                     | 157 103   | 154 144   | 143 355   | 130 514   | 119 240   |
| Водрёй Суланж                          | 149 349   | 137 429   | 120 395   | 103 361   | 95 318    |
| Ла Ривьер-дю-Норд                      | 128 170   | 115 165   | 101 571   | 90 419    | 83 773    |

## Язык
| Франкоговорящее большинство, англоговорящих < 33% Франкоговорящее большинство, англоговорящих> 33% Англоговорящее большинство, франкоговорящих < 33% Англоговорящее большинство, франкоговорящих > 33% Аллофоны (коренное население) Нет данных |

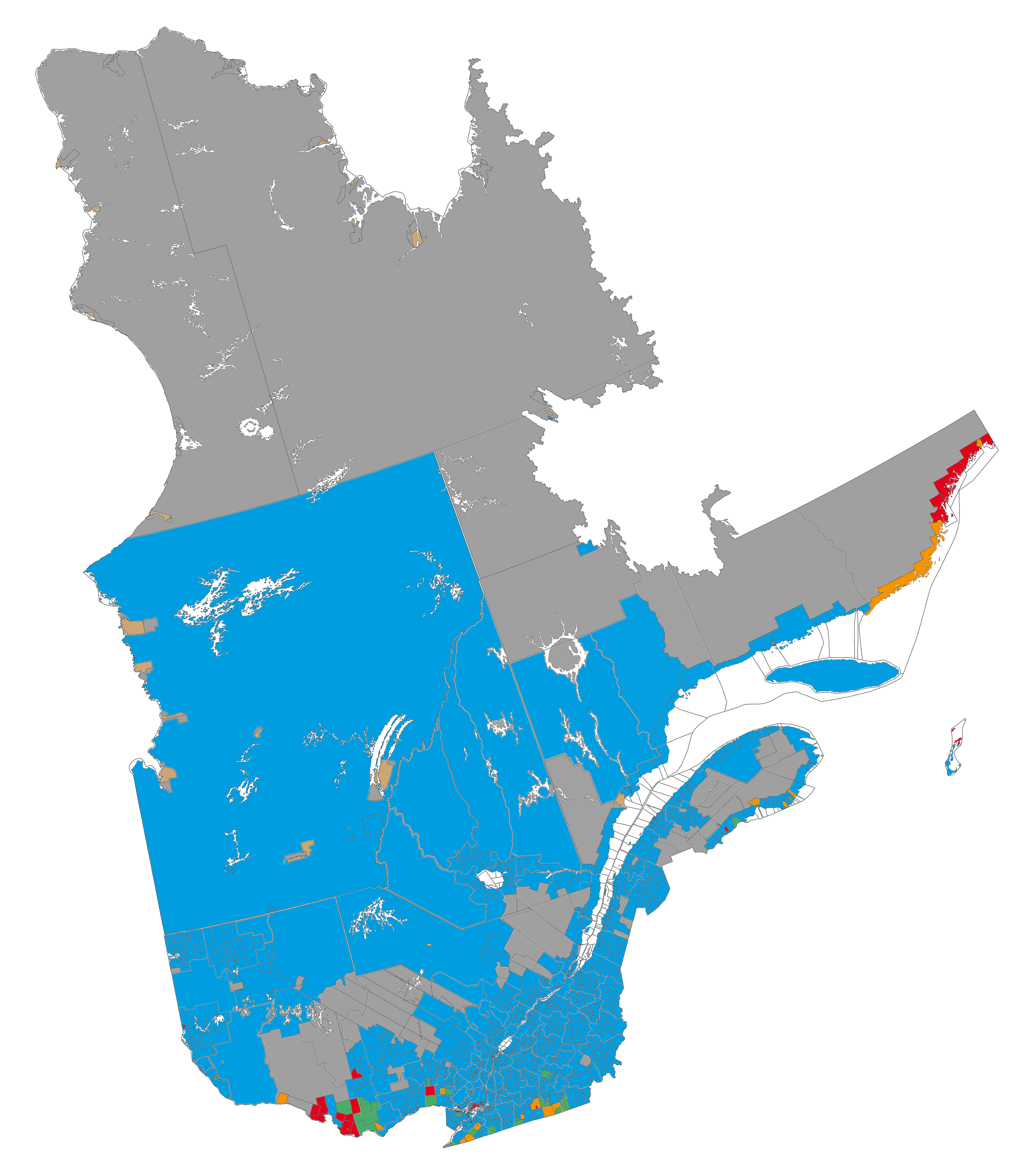

В лингвистическом плане Квебек отличается от своих непосредственных соседей в основном тем, что французский язык здесь является единственным официальным языком. Квебекский французский язык является языком большинства и официальным языком в Квебеке. Квебекский офис французского языка работает в соответствии с реализацией языковой политики Высшего совета по французскому языку и Совета по географическим названиям Квебека.
По данным переписи 2016 года, 6 219 665 жителей (77,1 % населения) указали французский язык в качестве родного языка. Людей, заявивших, что они говорят на французском языке дома, насчитывалось 6 375 665 (82.3 %). Знание французского языка широко распространено даже среди тех, кто указал в качестве родного языка другой язык. В 2016 году около 94,5 % населения заявили, что они способны говорить на французском языке, отдельно или в сочетании с другими языками.
В Канаде насчитывается от 32 до 36 региональных диалектов французского языка, только в Квебеке насчитывается 14 из них. Все они происходят из единого диалекта французского языка, на котором разговаривали в Новой Франции, их возникновение стало возможным благодаря длительной изоляции между носителями французского языка. Существуют 10 континентальных диалектов; это диалекты в регионах Гаспе, Низовье Святого Лаврентия, Сагеней — Озеро Сен-Жан, Квебек-Шарлевуа, Бос, Восточные кантоны, Мориси, Большой Монреаль, Восточный Монреаль-Лаваль и Руэн-Норанда. Также есть 4 островных диалекта: 1 — на Иль-О-Кудр, и 3 — на островах Мадлен.
Англофоны составляют вторую по важности лингвистическую группу в Квебеке. Английский является родным языком для 7,5 % населения (601 155), также 782 185 (10 %) заявили, что используют английский язык дома. По сравнению с 2011 годом, число носителей английского языка осталось почти на том же уровне, при этом в процентном отношении количество англоговорящих квебекцев в населении провинции незначительно снизилось. Англоговорящие квебекцы имеют право на получение услуг на английском языке в области бюрократии, здравоохранения и образования; услуги на английском языке предоставляются в тех муниципалитетах, где больше половины жителей указали английский язык в качестве своего родного языка. Несмотря на сокращение численности англофонов, 71 % англо-квебекцев считают себя двуязычными, то есть они имеют достаточный уровень владения французским, чтобы вести разговор.
Значительная часть жителей Квебека считает себя двуязычной. В Квебеке около 3 586 410 (44,5 %) жителей провинции заявили, что владеют обоими официальными языками; это самый высокий уровень двуязычия в Канаде. Федеральный избирательный округ Лак-Сен-Луи, расположенный в поясе двуязычия, является самой двуязычной территорией провинции. Согласно переписи 2011 года 72,8 % жителей округа заявили, что они могут общаться на обоих официальных языках. В противоположность этому, на остальной территории Канады, в 2016 году, только 9,8 % населения (2 629 655) умеют разговаривать на обоих официальных языках. Таким образом, 58 % всех канадских билингвов проживают на территории Квебека.
В 2016 году люди, для которых родным языком является любой негосударственный язык, составили 13,5 % (1 060 830). Их доля увеличилась по сравнению с 2011 годом, когда англофоны составляли 12,3 % населения.
Языки, которые были указаны в качестве родного языка наиболее часто по переписи 2016:
|    | Язык        | Количество (2006) | Доля (2006) | Количество (2016) | Доля (2016) |
| -- | ----------- | ----------------- | ----------- | ----------------- | ----------- |
| 1  | Французский | 5 877 660         | 79,0 %      | 6 219 665         | 77,1 %      |
| 2  | Английский  | 575 555           | 7,7 %       | 601 155           | 7,5 %       |
| 3  | Арабский    | 169 890           | 1,5 %       | 108 105           | 2,1 %       |
| 4  | Испанский   | 108 790           | 1,5 %       | 145 635           | 1,8 %       |
| 5  | Итальянский | 124 820           | 1,7 %       | 104 600           | 1,3 %       |
| 6  | Китайский   | 44 740            | 0,6 %       | 76 490            | 1,3 %       |
|    | …           |                   |             |                   |             |
| 11 | Русский     | 19 275            | 0,3 %       | 28 565            | 0,4 %       |

Те ответы, где в качестве родного языка было указано несколько языков, в таблице не учтены.
Русский язык является самым быстрорастущим среди всех европейских языков. Его доля увеличилась с 0,26 % (19 275) в 2011 году до 0,35 % (28 565) в 2016. В перспективе русский язык может стать 7-м по распространённости в Квебеке. Большинство русскоязычных Квебека проживает в Монреале.
Английский язык не является официальным языком в соответствии с Квебекским правом. Тем не менее оба языка — и английский, и французский — обязательны в использовании при принятии законов в соответствии с Конституционным Актом от 1867 года. Любой человек может использовать как французский, так и английский языки в Национальном Собрании Квебека и в суде. Бумажные материалы, изданные Национальным Собранием Квебека, обязательны к переводу на оба государственных языка.

## Культура Квебека

### Праздники
Официальные праздники
- Новый год;
- Пасха;
- Пасхальный понедельник;
- Национальный День патриота или Праздник Долларда или День Виктории (понедельник, предшествующей 25 мая);
- Национальный день Квебека (день Жана Батиста) (24 июня);
- День Канады (день Конфедерации) (1 июля), часто называемый днём переездов (le Grand jour de déménagement);
- День труда (первый понедельник сентября);
- День благодарения (второй понедельник октября);

Неофициальные праздники и памятные дни:
- День святого Валентина (14 февраля);
- Международный женский день (8 марта);
- День Святого Патрика (17 марта)
- День Всех Святых (31 октября);
- День памяти (11 ноября).

## Дополнительные факты
- В 1988 году на 12 часов по всей провинции выключилось электричество из-за вспышки на Солнце[68].